# Desoria
Desoria es un género de Collembola.
Desoria Gray, 1851 † es un nombre no aceptado para un género de equinodermo, sinónimo de Desorella Cotteau, 1855 †.